# Крихала
Крихала (рум. Crihala) је поток на југозападу Румуније и десна је притока Тополнице. Протиче кроз град Дробета-Турну Северин.

## Карактеристике
Поток Крихала извире код села Брезница-Окол на надморској висини од 225 m. Тече у правцу северозапад-југоисток и пролази уз ивицу истоимене шуме Крихала, а затим кроз Дробета-Турну Северин. Корито реке кроз град је запуштено и пуно растиња. На висини од 37 m улива се у реку Тополницу, источно од града. Километар низводно од ушћа Крихале, Тополница се улива у Дунав. Дужина потока износи 10 km, а просечан нагиб 19‰.